# Sint-Jozefkerk (Molenstede)
De Sint-Jozefkerk van Molenstede is een neoclassicistisch kerkgebouw toegewijd aan Maria.
Het betreft een sober, eenbeukig gebouw, opgetrokken in baksteen en natuurstenen sierelementen. De bouw van de kerk verliep in twee fases: in 1838 werden het schip en de ingebouwde westertoren geconstrueerd; de kruisbeuk en het koor met twee zijkoren en afgeronde apsis kregen in 1859-1860 vorm en de hoofd- en zijaltaren in 1862-1863.

## Bezienswaardigheden
- koorlambrisering en twee biechtstoelen uit 1862
- orgel in rococokast, van A. Graindorge uit Luik; komt uit de abdij van Averbode, werd in 1862 overgebracht naar de Sint-Jozefkerk van Molenstede en is sinds 1981 beschermd
- 18de-eeuws beeld Jezus aan het kruis
- 18de-eeuws schilderij Aanbidding der wijzen
- piëta uit 1965